# Grincourt-lès-Pas
Grincourt-lès-Pas är en kommun i departementet Pas-de-Calais i regionen Hauts-de-France i norra Frankrike. Kommunen ligger i kantonen Pas-en-Artois som tillhör arrondissementet Arras. År 2022 hade Grincourt-lès-Pas 30 invånare.

## Befolkningsutveckling
Antalet invånare i kommunen Grincourt-lès-Pas
| Referens: INSEE |